# Jacob Bradford
Jacob Bradford   (Londres, 3 de juny de 1842 - 19 d'abril de 1897) fou un organista, compositor i professor de cant anglès.
Va ser deixeble de John Goss i Charles Steggall. La Universitat d'Oxford li atorgà el 1878 el títol de doctor en música. Notable organista, havent exercit el càrrec com a tal des de 1892 en l'església de Santa Maria de Newington, un barri de Londres. També fou director d'una societat coral i professor de cant. Entre les seves obres cal citar l'oratori Judith (1888), una Simfonia eclesiàstica, diverses sonates per a orgue, obertures, trios i altres composicions de música sagrada i profana.